# Binkp
Binkp — мережний протокол прикладного рівня, розроблений для передачі файлів у Фідонеті або в інших FTN-мережах, що відбувається за допомогою TCP-з'єднання. Як правило, для зв'язку по даному протоколу використовують TCP-порт 24554.
Є дві версії протоколу Binkp: оригінальна (1.0) і доповнена (1.1). Крім того, розроблено безліч розширень протоколу. Протокол і більша частина його розширень оформлено стандартами й пропозиціями FTSC.
Демон, який реалізує цей протокол, зветься Binkd і є кросплатформенним.